# Anschelika Schewtschenko
Anschelika Wiktoriwna Schewtschenko (ukrainisch Анжеліка Вікторівна Шевченко; englisch Anzhelika Shevchenko; * 27. Oktober 1987 in Sewastopol, USSR, Sowjetunion) ist eine ukrainische Leichtathletin, die sich auf den Mittelstreckenlauf spezialisiert hat.

## Sportliche Laufbahn
Erste Erfahrungen bei internationalen Meisterschaften sammelte Anschelika Schewtschenko im Jahr 2005, als sie bei den Junioreneuropameisterschaften in Kaunas in 2:05,81 min den sechsten Platz im 800-Meter-Lauf belegte und mit der ukrainischen 4-mal-400-Meter-Staffel in 3:36,64 min die Bronzemedaille gewann. Im Jahr darauf belegte sie bei den Juniorenweltmeisterschaften in Peking in 2:05,23 min den fünften Platz über 800 Meter und belegte im Staffelbewerb in 3:36,97 min den siebten Platz. 2011 startete sie bei den Halleneuropameisterschaften in Paris und belegte dort in 4:18,19 min den achten Platz im 1500-Meter-Lauf. Im selben Jahr startete sie zudem bei der Sommer-Universiade in Shenzhen und bei den Weltmeisterschaften in Daegu. Im Jahr darauf startete sie bei den Hallenweltmeisterschaften in Istanbul, den Europameisterschaften in Helsinki und bei den Olympischen Sommerspielen in London. 2013 wurde sie jedoch wegen eines Dopingverstoßes bis 2015 gesperrt und rückwirkend wurden all ihre Ergebnisse ab dem 2. Juli 2011 annulliert. Nach Ablauf ihrer Sperre zog sie nach Russland und ist dort auf nationaler Ebene aktiv.

## Persönliche Bestzeiten
- 800 Meter: 2:10,60 min, 20. Juli 2018 in Kasan
  - 800 Meter (Halle): 2:04,43 min, 13. Februar 2018 in Moskau
- 1500 Meter: 4:07,24 min, 30. Mai 2011 in Jalta
  - 1500 Meter (Halle): 4:11,16 min, 4. März 2011 in Paris.